# Rifat Begolli
Rifat Begolli (nevének ejtése ɾifat bɛɡɔɫi; Ipek, 1897. március 27. – Tirana, 1945. április 17.) koszovói albán politikus. 1944-ben rövid ideig Albánia nemzetgazdasági és közmunkaügyi minisztere volt.

## Életútja
A koszovói Ipekben született (ma Peja / Peć) a nagy múltú Begolli család sarjaként. Középiskolai tanulmányait szülővárosában fejezte be, majd 1916-tól a bécsi Collegium Theresianum növendéke volt. 1924-ben tért vissza az akkor már jugoszláv fennhatóság alatt álló szülővárosába. Koszovó Albániához csatolását és Albánia német megszállását követően, 1943-ban az albán nemzetgyűlés képviselője lett. Fiqri Dine kormányában 1944. július 18-ától augusztus 28-áig, majd 1944. szeptember 6-a és október 25-e között Ibrahim Biçakçiu kabinetjében Begolli vezette a nemzetgazdasági minisztériumot. Miután a Biçakçiu-kormány felesketése után pár órával a közmunkaügyi tárca vezetésével megbízott Lefter Kosovát egy merényletben agyonlőtték, Biçakçiu Begollira bízta a közmunkaügyi minisztériumot is.
A második világháborút követően a kommunista albán hatóságok letartóztatták, és 1945. április 13-án záruló perében életfogytiglani szabadságvesztésre ítélték. Begolli négy nappal később halt meg börtönében.